# Esperantohablante
Un esperantohablante es una persona con capacidad de utilizar el esperanto para comunicarse, ya sea de manera pasiva (lectura, escucha) o de manera activa.
El esperanto es por naturaleza una lengua vehicular, y por tanto la casi-totalidad de los esperantohablantes tienen al esperanto como segunda lengua (lengua adquirida). Esta característica dificulta las estimaciones del número de hablantes, y lo hace mucho más complejo que para el caso de las lenguas nacionales, en donde existe un número muy importante de locutores nativos. La otra gran dificultad para un cálculo estimado del tamaño de ese grupo lingüístico, es la que se encuentra en el caso de cualquier lengua adquirida: gran heterogeneidad de los niveles de práctica.
Con frecuencia, existe confusión entre los términos esperanto-hablante y esperantista. En esperanto, el vocablo esperantisto es con frecuencia utilizado para designar a un esperanto-hablante (esperanto-parolanto), y por tanto el vocablo esperantisto suele ser impropiamente traducido por esperantista. En español, el sufijo "-fono" o "-hablante" designa a los locutores de una lengua, en tanto que el sufijo "-ista" habitualmente designa una profesión, y en este caso, unido a la palabra esperanto más bien da idea de una persona comprometida con la difusión y el fortalecimiento de esa lengua.

## Estudios orientados a contabilizar el número de esperanto-hablantes
Jouko Lindstedt evalúa la capacidad para hablar el esperanto en una comunidad que corrientemente use esta lengua, según la siguiente escala: 
- 1000 personas que tienen el esperanto como su lengua materna.
- 10 000 personas que hablan corrientemente el esperanto.
- 100 000 personas que utilizan el esperanto de manera activa.
- 1 000 000 de personas que comprenden fácilmente el esperanto.
- 10 000 000 de personas que en algún momento de la vida estudiaron el esperanto de una manera más o menos profunda e intensa.

Sidney Culbert, profesor de psicología de la Universidad de Washington, y esperantista, estimó esta cifra, contabilizando en varios países y durante unos veinte años el número de esperanto-hablantes a través de un procedimiento de muestreo, y así llegó a establecer una población hablante de esperanto de unos 1,6 millones de personas (con nivel profesional y en todo el mundo).
Ziko Marcus Sikosek considera que ese número de 1,6 millones es exagerado. Mismo suponiendo una repartición uniforme de los esperanto-hablantes en el mundo, cada millón de esperanto-hablantes a nivel mundial, debería traducirse por alrededor de 180 hablantes en una ciudad como Colonia, y se sabe que allí Sikosek no encontró más que 30 personas dominando este idioma; asimismo, también se encontró un número de hablantes inferior al esperado en otras varias ciudades censadas, a pesar de que estas albergan una concentración de hablantes de esperanto superior a la media.
También debe tenerse en cuenta que las diferentes organizaciones esperantistas representan, en conjunto, un total de unos veinte mil miembros (aunque debe reconocerse que otras estimaciones arrojan un valor superior a veinte mil). Claro está, hay numerosos esperanto-hablantes que no son miembros de organización esperantista alguna, pero igual, ese número tan bajo de afiliados, da a pensar que el número total de hablantes de esperanto no debe ser muy superior a un millón, porque parece poco probable que haya 50 veces más de personas hablantes, que de miembros de las citadas organizaciones.